# Empros
Empros è il quarto album in studio del gruppo rock statunitense Russian Circles, pubblicato nel 2011.

## Tracce
1. 309 – 8:50
2. Mládek – 7:40
3. Schiphol – 6:16
4. Atackla – 7:27
5. Batu – 6:17
6. Praise Be Man – 4:35

## Formazione

### Gruppo
- Brian Cook − basso, voce in Praise Be Man
- Mike Sullivan − chitarra
- Dave Turncrantz − batteria

### Altri musicisti
- Phil Karnats − fisarmonica, violoncello